# 小林がる
小林 がる（こばやし がる）は日本の小説家。第22回ファンタジア大賞特別賞受賞。

## 主な作品
- 噛みつけ! アンノちゃん。（『富士見ファンタジア文庫』、イラスト：アカバネ）
- ギルティブラック＆レッド（『富士見ファンタジア文庫』、イラスト：有坂あこ）
- いま、n回目のカノジョ（『富士見ファンタジア文庫』、イラスト：Tiv）

未単行本化作品
- ヒーローズララバイ（『ドラゴンマガジン』2015年5月号 龍皇杯掲載）